# Alpes Escandinavos

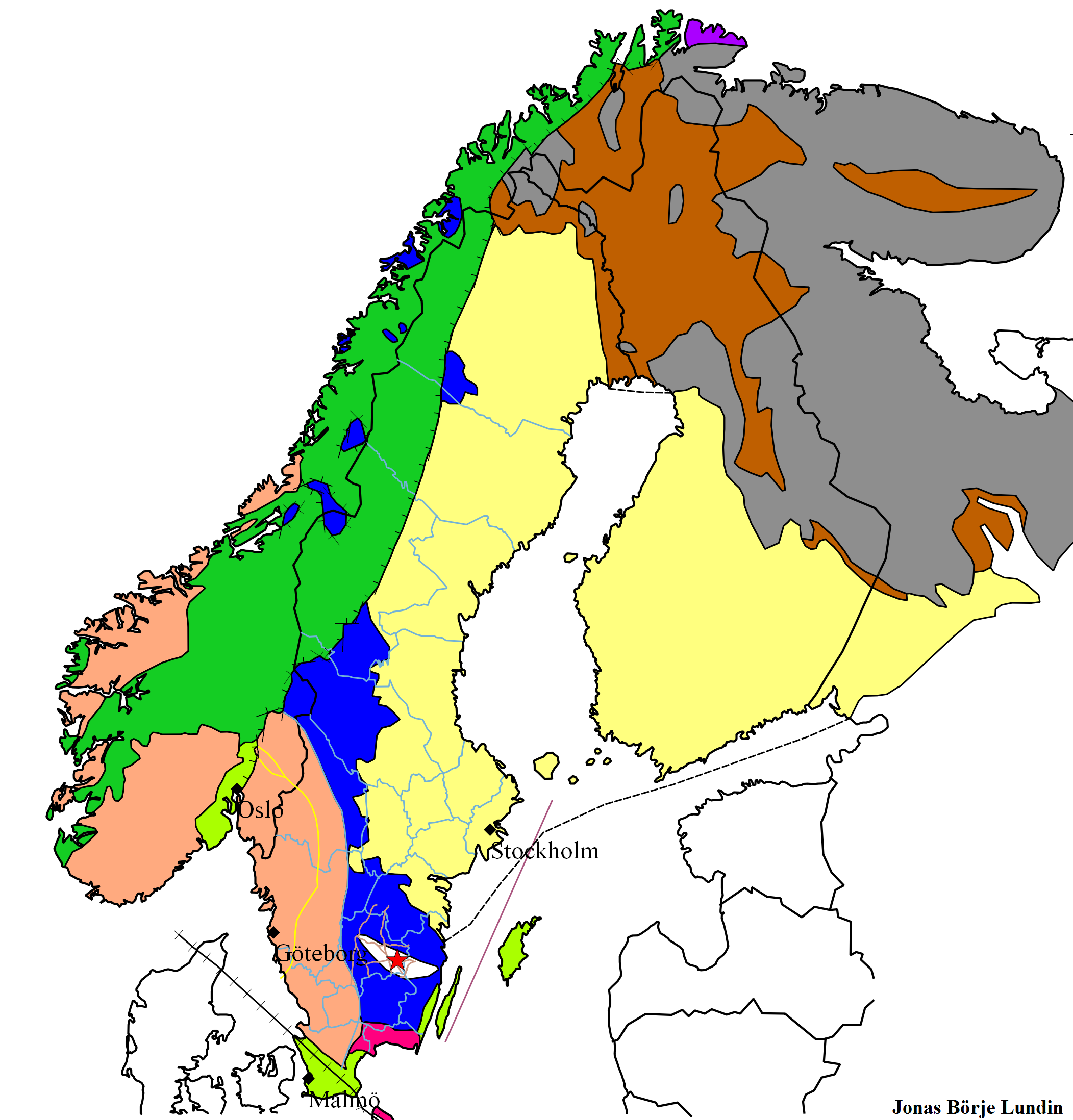
Mapa geológico da Fenoscândia
A verde - A região dos Alpes Escandinavos.

Os Alpes Escandinavos são uma grande cordilheira de montanhas que atravessa quase todo o lado oeste da península da Escandinávia de norte a sul, desde o cabo Norte à costa do Escagerraque e do Mar do Norte, numa extensão de 1 700 km e uma largura máxima de 320 km. 

É conhecida na Suécia como Skandinaviska fjällkedjan, Skanderna eller fjällen, na Noruega como Skandinaviske fjellkjede ou Skandinaviske fjella, na Finlândia como Skandit, e em lapão do Norte como Skánddat.

Devido à sua elevada idade, os seus relevos não são especialmente altos, e os seus cumes são achatados. Entre os pontos mais elevados estão Glittertind (2465 m) e Galdhøpiggen (2469 m) na Noruega, Kebnekaise (2104 m) na Suécia, e Halti (1324 m) na Finlândia.
O clima da cordilheira é muito assimétrico. Nas vertentes oeste, é do tipo oceânico, com temperaturas muito suaves dada a alta latitude e forte precipitação, enquanto a parte oriental apresenta clima continental. Este clima permite a persistência nas vertentes a oeste de um grande número de glaciares, alguns dos quais os maiores da Europa continental, como o Jostedalsbreen. Estas diferenças de clima afetam também fortemente a vegetação, com ricas florestas húmidas de latifoliada e coníferas nas vertentes ocidentais, contranstando com a taiga mais pobre do lado oriental. A tundra alpina é caracterizada por florestas de betula pubescens de nível subalpino. É o meio mais bem preservado da cordilheira, tendo em particular um grande número de parques nacionais e reservas naturais.
A cadeia é povoada desde o retrocesso dos glaciares há uns 10000 anos. Os primeiros habitantes viviam essencialmente da caça à rena. A sul, com a chegada dos indo-europeus e sua cultura, começou a agricultura e a pecuária, com um modo de transumância. Os povos do norte da cordilheira, os lapões, ficaram muito ligados às renas, tanto que substituíram a caça pela criação destes animais. Com a formação das nações escandinavas por volta do ano 1000, as vias de comunicação começaram a desenvolver-se através das montanhas. A exploração mineira de metais também fixou populações. Só nos séculos XVIII e XIX é que a cordilheira foi totalmente conhecida e cartografada.

## Montanhas mais altas na Noruega

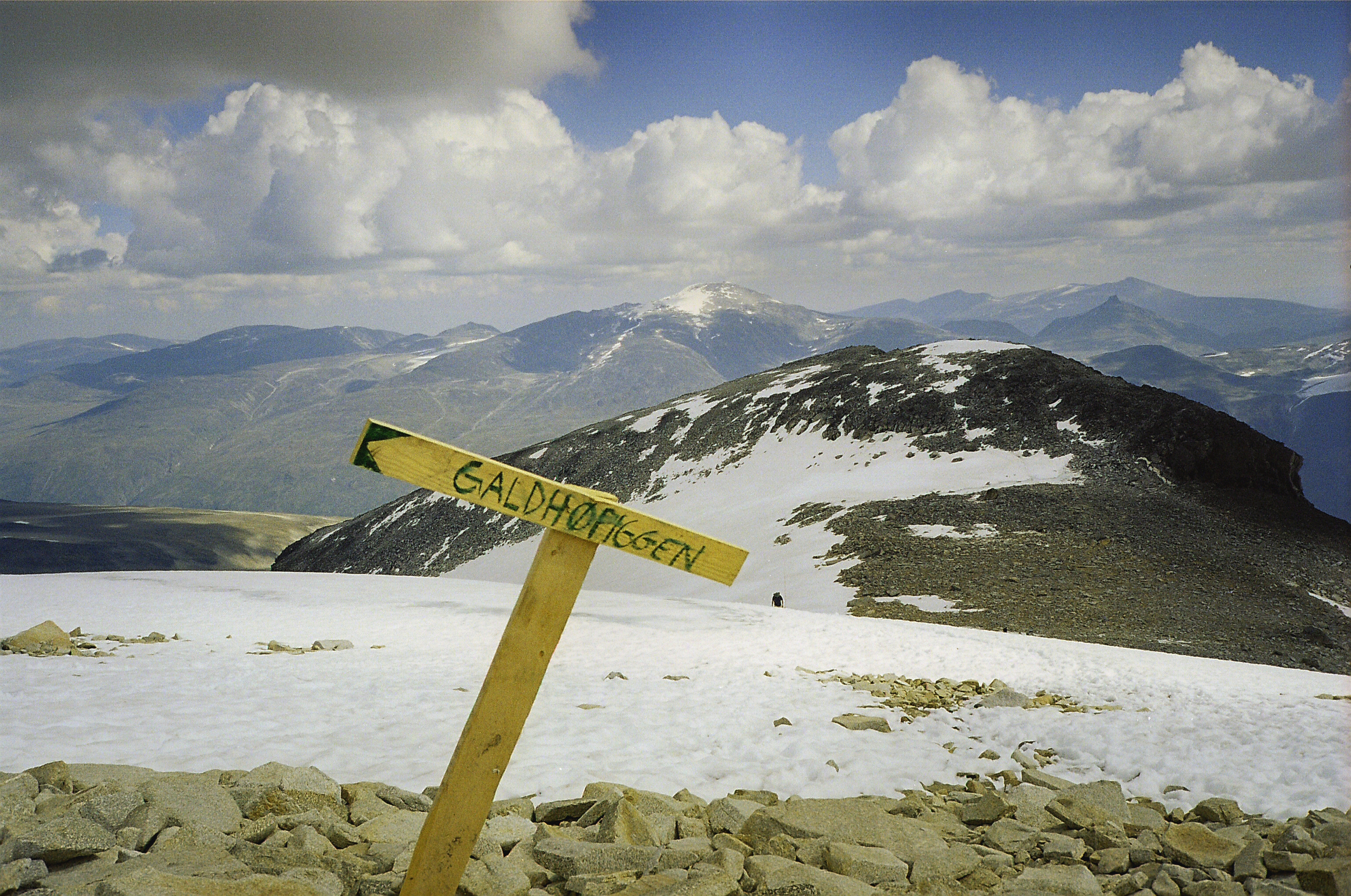
A montanha Galdhøpiggen, a mais alta dos Alpes Escandinavos

- Galdhøpiggen, 2469 m
- Glittertind, 2465 m

## Montanhas mais altas na Suécia
- Kebnekaise, 2104 m
- Sarektjåkkå, 2089 m

## Montanhas mais altas na Finlândia
- Halti, 1324 m
- Ridnitsohkka, 1317 m